# Liste der Nitrophytischen, ruderalen Staudenvegetation, halbruderalen Halbtrockenrasen, Saum- und Verlichtungsgesellschaften, Uferstaudengesellschaften in Deutschland
Die Liste der Nitrophytischen, ruderalen Staudenvegetation, halbruderalen Halbtrockenrasen, Saum- und Verlichtungsgesellschaften, Uferstaudengesellschaften in Deutschland wurde der Roten Liste gefährdeter Pflanzengesellschaften Deutschlands (Rennwald 2000) entnommen, die alle in Deutschland vorkommenden Pflanzengesellschaften enthält.
Es wurde dabei nur die Pflanzenformation VIII = Nitrophytische, ruderale Staudenvegetation, halbruderale Halbtrockenrasen, Saum- und Verlichtungsgesellschaften, Uferstaudengesellschaften berücksichtigt.
Diese Formation hat fünf Klassen:
- Klebkraut-Brennnessel-Ruderalgesellschaften - Galio-Urticetea Passarge ex Kopecký 1969
- Ruderale Beifuß- und Distel-Gesellschaften - Artemisietea vulgaris Lohmeyer et al. ex von Rochow 1951
- Thermophile Mittelklee-Blutstorchschnabel-Saumgesellschaften - Trifolio-Geranietea sanguinei Th. Müller 1962
- Schmalblattweidenröschen-Schlagflurgesellschaften - Epilobietea angustifolii Tx. et Preising ex von Rochow 1951
- Alpendost-Hochstauden- und Gebüsch-Vegetation - Betulo-Adenostyletea Br.-Bl. et Tx. 1943 nom. invalid.

Die Liste wurde in diese Klassen unterteilt.
Zu jeder Pflanzengesellschaft ist ein Bild, ihre Ordnung, ihr Verband, ihr synsystematischer Rang, ihr deutscher Name, ihr wissenschaftlicher Name und ihr Gefährdungsgrad (Spalte: G) in jeweils einer Spalte angegeben.
Rang:
- FOR = Formation
- KLA = Klasse
- ORD = Ordnung
- VRB = Verband
- ASS = Assoziation

Gefährdungsgrad:
- 0 = Ausgestorben oder verschollen
- 1 = Vom Aussterben bedroht
- 2 = Stark gefährdet
- 3 = Gefährdet
- G = Gefährdung anzunehmen
- R = Extrem selten
- V = Zurückgehend, Art der Vorwarnliste
- * = derzeit nicht gefährdet
- D = Daten zu Verbreitung und Gefährdung ungenügend[3]

Die Pflanzengesellschaften in dieser Liste sollten nur auf Artikel über die gesamte jeweilige Pflanzengesellschaft verlinkt werden, nicht auf einzelne Vertreter der Pflanzengesellschaft.

## Klebkraut-Brennnessel-Ruderalgesellschaften
| Bild | Ordnung                                          | Verband                                                                | Rang | Deutscher Name                                                         | wissenschaftlicher Name                                                       | G |
| ---- | ------------------------------------------------ | ---------------------------------------------------------------------- | ---- | ---------------------------------------------------------------------- | ----------------------------------------------------------------------------- | - |
|      |                                                  |                                                                        | ASS  | Kleblabkraut-Brennnessel-Basalgesellschaft                             | Galio-Urticetea-Basalgesellschaft                                             | * |
|      | Zaunwinden-Gesellschaften                        |                                                                        | ORD  | Zaunwinden-Gesellschaften                                              | Convolvuletalia sepium Tx. 1950 nom. invalid.                                 |   |
|      | Zaunwinden-Gesellschaften                        |                                                                        | ASS  | Zaunwinden-Basalgesellschaft                                           | Convolvuletalia sepium-Basalgesellschaft                                      | * |
|      | Zaunwinden-Gesellschaften                        | Flußgreiskraut-Gesellschaften                                          | VRB  | Flußgreiskraut-Gesellschaften                                          | Senecionion fluviatilis Tx. 1950 nom. invalid.                                |   |
|      | Zaunwinden-Gesellschaften                        | Flußgreiskraut-Gesellschaften                                          | ASS  | Flußgreiskraut-Basalgesellschaft                                       | Senecionion fluviatilis-Basalgesellschaft                                     | * |
|      | Zaunwinden-Gesellschaften                        | Flußgreiskraut-Gesellschaften                                          | ASS  | Sumpfgänsedistel-Erzengelwurz-Gesellschaft                             | Soncho-Archangelicetum litoralis Tx. 1937                                     | * |
|      | Zaunwinden-Gesellschaften                        | Flußgreiskraut-Gesellschaften                                          | ASS  | Flußgreiskraut-Gesellschaft                                            | Senecionetum fluviatilis Th. Müller ex Straka in Mucina 1993                  | 3 |
|      | Zaunwinden-Gesellschaften                        | Flußgreiskraut-Gesellschaften                                          | ASS  | Hopfenseiden-Zaunwinden-Schleiergesellschaft                           | Cuscuto europaeae-Convolvuletum sepium Tx. 1947                               | * |
|      | Zaunwinden-Gesellschaften                        | Flußgreiskraut-Gesellschaften                                          | ASS  | Weidenröschen-Zaunwinden-Gesellschaft                                  | Epilobio hirsuti-Convolvuletum sepium Hilbig et al. 1972                      | * |
|      | Zaunwinden-Gesellschaften                        | Flußgreiskraut-Gesellschaften                                          | ASS  | Langblattehrenpreis-Sumpfwolfsmilch-Gesellschaft                       | Veronico longifoliae-Euphorbietum palustris Korneck 1963                      | 3 |
|      | Zaunwinden-Gesellschaften                        | Flußgreiskraut-Gesellschaften                                          | ASS  | Langblattehrenpreis-Glanzwolfsmilch-Gesellschaft                       | Veronico longifoliae-Euphorbietum lucidae Balátová-Tulácková et Knezevic 1975 | 1 |
|      | Zaunwinden-Gesellschaften                        | Flußgreiskraut-Gesellschaften                                          | ASS  | Langblattehrenpreis-Mädesüß-Gesellschaft                               | Veronica longifolia-Filipendula ulmaria-Gesellschaft                          | 3 |
|      | Zaunwinden-Gesellschaften                        | Flußgreiskraut-Gesellschaften                                          | ASS  | Mädesüß-Wiesenrauten-Gesellschaft                                      | Filipendula-Thalictrum flavum-Gesellschaft                                    | 3 |
|      | Zaunwinden-Gesellschaften                        | Flußgreiskraut-Gesellschaften                                          | ASS  | Schwarzsenf-Gesellschaft                                               | Bidenti-Brassicetum nigrae Allorge 1921                                       | * |
|      | Gundelreben-Saum- und Verlichtungsgesellschaften |                                                                        | ORD  | Gundelreben-Saum- und Verlichtungsgesellschaften                       | Glechometalia hederaceae Tx. in Tx. et Brun-Hool 1975 nom. conserv. propos.   |   |
|      | Gundelreben-Saum- und Verlichtungsgesellschaften |                                                                        | ASS  | Gundelreben-Basalgesellschaft                                          | Glechometalia hederaceae-Basalgesellschaft                                    | * |
|      | Gundelreben-Saum- und Verlichtungsgesellschaften | Giersch-Saumgesellschaften                                             | VRB  | Giersch-Saumgesellschaften                                             | Aegopodion podagrariae Tx. 1967 nom. conserv. propos.                         |   |
|      | Gundelreben-Saum- und Verlichtungsgesellschaften | Giersch-Saumgesellschaften                                             | ASS  | Giersch-Basalgesellschaft                                              | Aegopodion podagrariae-Basalgesellschaft                                      | * |
|      | Gundelreben-Saum- und Verlichtungsgesellschaften | Giersch-Saumgesellschaften                                             | ASS  | Rübenkälberkropf-Saumgesellschaft                                      | Chaerophylletum bulbosi Tx. 1937                                              | * |
|      | Gundelreben-Saum- und Verlichtungsgesellschaften | Giersch-Saumgesellschaften                                             | ASS  | Rohrglanzgras-Pestwurz-Gesellschaft                                    | Phalarido-Petasitetum hybridi Schwickerath 1933 nom. mutat. propos.           | * |
|      | Gundelreben-Saum- und Verlichtungsgesellschaften | Giersch-Saumgesellschaften                                             | ASS  | Goldkälberkropf-Gesellschaft                                           | Chaerophylletum aurei Oberd. 1957                                             | * |
|      | Gundelreben-Saum- und Verlichtungsgesellschaften | Giersch-Saumgesellschaften                                             | ASS  | Gewürzkälberkropf-Gesellschaft                                         | Chaerophylletum aromatici Neuhäuslová-Novotná et al. 1969                     | V |
|      | Gundelreben-Saum- und Verlichtungsgesellschaften | Giersch-Saumgesellschaften                                             | ASS  | Brennnessel-Giersch-Gesellschaft                                       | Urtico-Aegopodietum Tx. ex Görs 1968                                          | * |
|      | Gundelreben-Saum- und Verlichtungsgesellschaften | Giersch-Saumgesellschaften                                             | ASS  | Steifwolfsmilch-Gesellschaft                                           | Euphorbietum strictae (Oberd. et al. 1967) Th. Müller ex Mucina 1993          | * |
|      | Gundelreben-Saum- und Verlichtungsgesellschaften | Nelkenwurz-Knoblauchsrauken-Saum- und - Waldverlichtungsgesellschaften | VRB  | Nelkenwurz-Knoblauchsrauken-Saum- und - Waldverlichtungsgesellschaften | Geo urbani-Alliarion petiolatae Lohmeyer et Oberd. in Görs et Th. Müller 1969 |   |
|      | Gundelreben-Saum- und Verlichtungsgesellschaften | Nelkenwurz-Knoblauchsrauken-Saum- und - Waldverlichtungsgesellschaften | ASS  | Nelkenwurz-Knoblauchsrauken-Basalgesellschaft                          | Geo urbani-Alliarion petiolatae-Basalgesellschaft                             | * |
|      | Gundelreben-Saum- und Verlichtungsgesellschaften | Nelkenwurz-Knoblauchsrauken-Saum- und - Waldverlichtungsgesellschaften | ASS  | Zwergholunder-Gesellschaft                                             | Sambucus ebulus-Gesellschaft                                                  | * |
|      | Gundelreben-Saum- und Verlichtungsgesellschaften | Nelkenwurz-Knoblauchsrauken-Saum- und - Waldverlichtungsgesellschaften | ASS  | Schuppenkarden-Gesellschaft                                            | Cephalarietum pilosae Jouanne 1927                                            | V |
|      | Gundelreben-Saum- und Verlichtungsgesellschaften | Nelkenwurz-Knoblauchsrauken-Saum- und - Waldverlichtungsgesellschaften | ASS  | Heckenkerbel-Saumgesellschaft                                          | Alliario-Chaerophylletum temuli Lohmeyer 1949                                 | * |
|      | Gundelreben-Saum- und Verlichtungsgesellschaften | Nelkenwurz-Knoblauchsrauken-Saum- und - Waldverlichtungsgesellschaften | ASS  | Klettenkerbel-Saumgesellschaft                                         | Torilidetum japonicae Lohmeyer ex Görs et Th. Müller 1969                     | * |
|      | Gundelreben-Saum- und Verlichtungsgesellschaften | Nelkenwurz-Knoblauchsrauken-Saum- und - Waldverlichtungsgesellschaften | ASS  | Bergweidenröschen-Ruprechtskraut-Saumgesellschaft                      | Epilobio-Geranietum robertiani Lohmeyer ex Görs et Th. Müller 1969            | * |
|      | Gundelreben-Saum- und Verlichtungsgesellschaften | Nelkenwurz-Knoblauchsrauken-Saum- und - Waldverlichtungsgesellschaften | VRB  | Alpenampfer-Gesellschaften                                             | Rumicion alpini Rübel ex Klika in Klika et Hadac 1944                         |   |
|      | Gundelreben-Saum- und Verlichtungsgesellschaften | Nelkenwurz-Knoblauchsrauken-Saum- und - Waldverlichtungsgesellschaften | ASS  | Alpenampfer-Gesellschaft                                               | Rumicetum alpini Beger 1922                                                   | * |
|      | Gundelreben-Saum- und Verlichtungsgesellschaften | Nelkenwurz-Knoblauchsrauken-Saum- und - Waldverlichtungsgesellschaften | ASS  | Meisterwurz-Gesellschaft                                               | Peucedanetum ostruthii Rübel 1911                                             | * |
|      | Gundelreben-Saum- und Verlichtungsgesellschaften | Nelkenwurz-Knoblauchsrauken-Saum- und - Waldverlichtungsgesellschaften | ASS  | Alpengreiskraut-Gesellschaft                                           | Senecionetum alpini Bolleter 1921                                             | * |

## Ruderale Beifuß- und Distel-Gesellschaften
| Bild | Ordnung                                      | Verband                         | Rang | Deutscher Name                               | wissenschaftlicher Name                                                         | G |
| ---- | -------------------------------------------- | ------------------------------- | ---- | -------------------------------------------- | ------------------------------------------------------------------------------- | - |
|      |                                              |                                 | ASS  | Beifuß-Basalgesellschaft                     | Artemisietea vulgaris-Basalgesellschaft                                         | * |
|      | Beifuß-Ruderalgesellschaften                 |                                 | ORD  | Beifuß-Ruderalgesellschaften                 | Artemisietalia vulgaris Lohmeyer in Tx. 1947                                    |   |
|      | Beifuß-Ruderalgesellschaften                 | Kletten-Gesellschaften          | VRB  | Kletten-Gesellschaften                       | Arction lappae Tx. 1937                                                         |   |
|      | Beifuß-Ruderalgesellschaften                 | Kletten-Gesellschaften          | ASS  | Basalgesellschaft der Kletten-Gesellschaften | Arction lappae-Basalgesellschaft                                                | * |
|      | Beifuß-Ruderalgesellschaften                 | Kletten-Gesellschaften          | ASS  | Taubnessel-Schwarznessel-Gesellschaft        | Lamio albi-Ballotetum foetidae Lohmeyer 1970                                    | * |
|      | Beifuß-Ruderalgesellschaften                 | Kletten-Gesellschaften          | ASS  | Löwenschwanz-Schwarznessel-Gesellschaft      | Leonuro-Ballotetum nigrae Slavnic 1951                                          | * |
|      | Beifuß-Ruderalgesellschaften                 | Kletten-Gesellschaften          | ASS  | Gesellschaft des Guten Heinrichs             | Urtico urentis-Chenopodietum boni-henrici Tx. 1937 nom. invers. propos.         | * |
|      | Beifuß-Ruderalgesellschaften                 | Kletten-Gesellschaften          | ASS  | Kletten-Beifuß-Gesellschaft                  | Arctio-Artemisietum vulgaris Oberd. et al. ex Seybold et Th. Müller 1972        | * |
|      | Beifuß-Ruderalgesellschaften                 | Kletten-Gesellschaften          | ASS  | Bilsenkraut-Schierlings-Gesellschaft         | Hyoscyamo nigri-Conietum Slavnic 1951 nom. invers. propos.                      | * |
|      | Eselsdistel-Gesellschaften                   |                                 | ORD  | Eselsdistel-Gesellschaften                   | Onopordetalia acanthii Br.-Bl. et Tx. ex Klika et Hadac 1944                    |   |
|      | Eselsdistel-Gesellschaften                   | Eselsdistel-Gesellschaften      | VRB  | Eselsdistel-Gesellschaften                   | Onopordion acanthii Br.-Bl. in Br.-Bl. et al. 1936                              |   |
|      | Eselsdistel-Gesellschaften                   | Eselsdistel-Gesellschaften      | ASS  | Eselsdistel-Basalgesellschaft                | Onopordion acanthii-Basalgesellschaft                                           | * |
|      | Eselsdistel-Gesellschaften                   | Eselsdistel-Gesellschaften      | ASS  | Eseldistel-Gesellschaft                      | Onopordetum acanthii Libbert 1932                                               | 3 |
|      | Eselsdistel-Gesellschaften                   | Eselsdistel-Gesellschaften      | ASS  | Reseden-Nickdistel-Gesellschaft              | Resedo-Carduetum nutantis Sissingh 1950                                         | * |
|      | Eselsdistel-Gesellschaften                   | Eselsdistel-Gesellschaften      | ASS  | Wolldistel-Gesellschaft                      | Cirsietum eriophori Oberd. ex Th. Müller 1966                                   | * |
|      | Eselsdistel-Gesellschaften                   | Eselsdistel-Gesellschaften      | ASS  | Igelsamen-Hundszungen-Gesellschaft           | Lappulo echinatae-Cynoglossetum Klika 1935                                      | V |
|      | Eselsdistel-Gesellschaften                   | Eselsdistel-Gesellschaften      | ASS  | Wegdistel-Gesellschaft                       | Carduetum acanthoidis Felföldy 1942                                             | 3 |
|      | Eselsdistel-Gesellschaften                   | Möhren-Steinklee-Gesellschaften | VRB  | Möhren-Steinklee-Gesellschaften              | Dauco-Melilotion Görs ex Rostanski et Gutte 1971                                |   |
|      | Eselsdistel-Gesellschaften                   | Möhren-Steinklee-Gesellschaften | ASS  | Möhren-Steinklee-Basalgesellschaft           | Dauco-Melilotion-Basalgesellschaft                                              | * |
|      | Eselsdistel-Gesellschaften                   | Möhren-Steinklee-Gesellschaften | ASS  | Rainfarn-Beifuß-Gesellschaft                 | Tanaceto-Artemisietum Sissingh 1950                                             | * |
|      | Eselsdistel-Gesellschaften                   | Möhren-Steinklee-Gesellschaften | ASS  | Graukressen-Gesellschaft                     | Berteroetum incanae Sissingh et Tideman in Sissingh 1950                        | * |
|      | Eselsdistel-Gesellschaften                   | Möhren-Steinklee-Gesellschaften | ASS  | Möhren-Bitterkraut-Gesellschaft              | Dauco-Picridetum Görs 1966                                                      | * |
|      | Eselsdistel-Gesellschaften                   | Möhren-Steinklee-Gesellschaften | ASS  | Steinklee-Gesellschaft                       | Melilotetum albo-officinalis Sissingh 1950                                      | * |
|      | Eselsdistel-Gesellschaften                   | Möhren-Steinklee-Gesellschaften | ASS  | Gesellschaft des Gelben Hornmohns            | Glaucium flavum-Gesellschaft                                                    | * |
|      | Eselsdistel-Gesellschaften                   | Möhren-Steinklee-Gesellschaften | ASS  | Färberkamillen-Gesellschaft                  | Poo compressae-Anthemidetum tinctoriae Th. Müller et Görs ex Brandes 1986       | * |
|      | Eselsdistel-Gesellschaften                   | Möhren-Steinklee-Gesellschaften | ASS  | Silberfingerkraut-Wermut-Gesellschaft        | Potentillo argenteae-Artemisietum absinthii Falinski 1965                       | * |
|      | Kriechquecken-Rasen trocken-warmer Standorte |                                 | ORD  | Kriechquecken-Rasen trocken-warmer Standorte | Agropyretalia intermedio-repentis Oberd. et al. ex Th. Müller et Görs 1969      |   |
|      | Kriechquecken-Rasen trocken-warmer Standorte | Ackerwinden-Kriechquecken-Rasen | VRB  | Ackerwinden-Kriechquecken-Rasen              | Convolvulo-Agropyrion Görs 1966                                                 |   |
|      | Kriechquecken-Rasen trocken-warmer Standorte | Ackerwinden-Kriechquecken-Rasen | ASS  | Ackerwinden-Kriechquecken-Basalgesellschaft  | Convolvulo-Agropyrion-Basalgesellschaft                                         | * |
|      | Kriechquecken-Rasen trocken-warmer Standorte | Ackerwinden-Kriechquecken-Rasen | ASS  | Stinkrauken-Kriechquecken-Rasen              | Diplotaxio tenuifoliae-Agropyretum repentis Philippi in Th. Müller et Görs 1969 | * |
|      | Kriechquecken-Rasen trocken-warmer Standorte | Ackerwinden-Kriechquecken-Rasen | ASS  | Pfeilkressen-Kriechquecken-Rasen             | Lepidietum drabae Tímár 1950                                                    | * |
|      | Kriechquecken-Rasen trocken-warmer Standorte | Ackerwinden-Kriechquecken-Rasen | ASS  | Sichelmöhren-Kriechquecken-Rasen             | Falcario vulgaris-Agropyretum repentis Th. Müller et Görs 1969                  | * |
|      | Kriechquecken-Rasen trocken-warmer Standorte | Ackerwinden-Kriechquecken-Rasen | ASS  | Siebenbürger Perlgras-Kriechquecken-Rasen    | Melico transsilvanicae-Agropyretum repentis Th. Müller in Görs 1966             | R |
|      | Kriechquecken-Rasen trocken-warmer Standorte | Ackerwinden-Kriechquecken-Rasen | ASS  | Huflattich-Gesellschaft                      | Tussilago farfara-Gesellschaft                                                  | * |
|      | Kriechquecken-Rasen trocken-warmer Standorte | Ackerwinden-Kriechquecken-Rasen | ASS  | Filzpestwurz-Gesellschaft                    | Petasitetum tomentosi Steffen 1931                                              | R |
|      | Kriechquecken-Rasen trocken-warmer Standorte | Ackerwinden-Kriechquecken-Rasen | ASS  | Gesellschaft des Straußblütigen Sauerampfers | Agropyro repentis-Rumicetum thyrsiflori Passarge 1989                           | * |

## Thermophile Mittelklee-Blutstorchschnabel-Saumgesellschaften
| Bild | Ordnung                                          | Verband                                | Rang | Deutscher Name                                   | wissenschaftlicher Name                                                            | G |
| ---- | ------------------------------------------------ | -------------------------------------- | ---- | ------------------------------------------------ | ---------------------------------------------------------------------------------- | - |
|      | Wirbeldost-Gesellschaften                        |                                        | ORD  | Wirbeldost-Gesellschaften                        | Origanetalia vulgaris Th. Müller 1961                                              |   |
|      | Wirbeldost-Gesellschaften                        | Blutstorchschnabel-Saumgesellschaften  | VRB  | Blutstorchschnabel-Saumgesellschaften            | Geranion sanguinei Tx. in Th. Müller 1961                                          |   |
|      | Wirbeldost-Gesellschaften                        | Blutstorchschnabel-Saumgesellschaften  | ASS  | Blutstorchschnabel-Basalgesellschaft             | Geranion sanguinei-Basalgesellschaft                                               | * |
|      | Wirbeldost-Gesellschaften                        | Blutstorchschnabel-Saumgesellschaften  | ASS  | Hirschwurz-Saumgesellschaft                      | Geranio-Peucedanetum cervariae (Kuhn 1937) Th. Müller 1961                         | 3 |
|      | Wirbeldost-Gesellschaften                        | Blutstorchschnabel-Saumgesellschaften  | ASS  | Hasenohr-Laserkraut-Saumgesellschaft             | Bupleuro longifolii-Laserpitietum latifolii Th. Müller in Oberd. 1978              | * |
|      | Wirbeldost-Gesellschaften                        | Blutstorchschnabel-Saumgesellschaften  | ASS  | Klee-Kichertragant-Saumgesellschaft              | Trifolio-Astragaletum ciceri Reichhoff in Hilbig et al. 1982                       | V |
|      | Wirbeldost-Gesellschaften                        | Blutstorchschnabel-Saumgesellschaften  | ASS  | Steppenanemonen-Berghaarstrang-Saumgesellschaft  | Geranio-Anemonetum sylvestris Th. Müller 1961                                      | 2 |
|      | Wirbeldost-Gesellschaften                        | Blutstorchschnabel-Saumgesellschaften  | ASS  | Feinblattwicken-Saumgesellschaft                 | Campanulo bononiensis-Vicietum tenuifoliae Krausch in Th. Müller 1962              | 3 |
|      | Wirbeldost-Gesellschaften                        | Blutstorchschnabel-Saumgesellschaften  | ASS  | Hügelklee-Saumgesellschaft                       | Geranio-Trifolietum alpestris Th. Müller 1962                                      | 3 |
|      | Wirbeldost-Gesellschaften                        | Blutstorchschnabel-Saumgesellschaften  | ASS  | Salbeigamander-Weißwurz-Saumgesellschaft         | Teucrio-Polygonatetum odorati Korneck 1974                                         | V |
|      | Wirbeldost-Gesellschaften                        | Mittelklee-Saumgesellschaften          | VRB  | Mittelklee-Saumgesellschaften                    | Trifolion medii Th. Müller 1962                                                    |   |
|      | Wirbeldost-Gesellschaften                        | Mittelklee-Saumgesellschaften          | ASS  | Mittelklee-Basalgesellschaft                     | Trifolion medii-Basalgesellschaft                                                  | * |
|      | Wirbeldost-Gesellschaften                        | Mittelklee-Saumgesellschaften          | ASS  | Mittelklee-Odermennig-Saumgesellschaft           | Trifolio medii-Agrimonietum Th. Müller 1962                                        | V |
|      | Wirbeldost-Gesellschaften                        | Mittelklee-Saumgesellschaften          | ASS  | Kassubenwicken-Saumgesellschaft                  | Agrimonio-Vicietum cassubicae Passarge 1967 nom. invers. propos.                   | 3 |
|      | Wirbeldost-Gesellschaften                        | Mittelklee-Saumgesellschaften          | ASS  | Hainwachtelweizen-Saumgesellschaft               | Trifolio medii-Melampyretum nemorosi Dierschke 1973                                | V |
|      | Wirbeldost-Gesellschaften                        | Mittelklee-Saumgesellschaften          | ASS  | Waldwicken-Schleiergesellschaft                  | Vicietum sylvaticae Oberd. et Th. Müller ex Th. Müller 1962                        | V |
|      | Wirbeldost-Gesellschaften                        | Mittelklee-Saumgesellschaften          | ASS  | Waldwitwenblumen-Gesellschaft                    | Knautietum dipsacifoliae Oberd. ex Th. Müller 1978 corr. Oberd. et Th. Müller 1990 | D |
|      | Wiesenwachtelweizen-Honiggras-Saumgesellschaften |                                        | ORD  | Wiesenwachtelweizen-Honiggras-Saumgesellschaften | Melampyro-Holcetalia mollis Passarge 1979                                          |   |
|      | Wiesenwachtelweizen-Honiggras-Saumgesellschaften | Wiesenwachtelweizen-Saumgesellschaften | VRB  | Wiesenwachtelweizen-Saumgesellschaften           | Melampyrion pratensis Passarge 1979                                                |   |
|      | Wiesenwachtelweizen-Honiggras-Saumgesellschaften | Wiesenwachtelweizen-Saumgesellschaften | ASS  | Honiggras-Salbeigamander-Saumgesellschaft        | Teucrietum scorodoniae Jouanne ex Pott 1995                                        | 3 |
|      | Wiesenwachtelweizen-Honiggras-Saumgesellschaften | Wiesenwachtelweizen-Saumgesellschaften | ASS  | Wiesenwachtelweizen-Honiggras-Saumgesellschaft   | Melampyrum pratense-Holcus mollis-Gesellschaft                                     | * |
|      | Wiesenwachtelweizen-Honiggras-Saumgesellschaften | Wiesenwachtelweizen-Saumgesellschaften | ASS  | Lanzettblattglockenblumen-Saumgesellschaft       | Campanulo-Teucrietum scorodoniae R. Knapp 1976                                     | 2 |
|      | Wiesenwachtelweizen-Honiggras-Saumgesellschaften | Wiesenwachtelweizen-Saumgesellschaften | ASS  | Salbeigamander-Flockenblumen-Saumgesellschaft    | Teucrio-Centaureetum nemoralis Th. Müller 1961                                     | * |
|      | Wiesenwachtelweizen-Honiggras-Saumgesellschaften | Wiesenwachtelweizen-Saumgesellschaften | ASS  | Heidewicken-Saumgesellschaft                     | Trifolio-Vicietum orobi Rivas-Martínez et Mayor ex Oberd. 1978                     | 2 |

## Schmalblattweidenröschen-Schlagflurgesellschaften
| Bild | Ordnung                                         | Verband                                                             | Rang | Deutscher Name                                                      | wissenschaftlicher Name                                               | G |
| ---- | ----------------------------------------------- | ------------------------------------------------------------------- | ---- | ------------------------------------------------------------------- | --------------------------------------------------------------------- | - |
|      |                                                 |                                                                     | ASS  | Schmalblattweidenröschen-Basalgesellschaft                          | Epilobietea angustifolii-Basalgesellschaft                            | * |
|      | Tollkirschen-Schlag- und Vorwald-Gesellschaften |                                                                     | ORD  | Tollkirschen-Schlag- und Vorwald-Gesellschaften                     | Atropetalia Vlieger 1937                                              |   |
|      | Tollkirschen-Schlag- und Vorwald-Gesellschaften | Schmalblattweidenröschen-Schlaggesellschaften bodensaurer Standorte | VRB  | Schmalblattweidenröschen-Schlaggesellschaften bodensaurer Standorte | Carici piluliferae-Epilobion angustifolii Tx. 1950 nom. invalid.      |   |
|      | Tollkirschen-Schlag- und Vorwald-Gesellschaften | Schmalblattweidenröschen-Schlaggesellschaften bodensaurer Standorte | ASS  | Gesellschaft des Roten Fingerhutes                                  | Epilobio-Digitalietum purpureae Schwickerath 1944                     | * |
|      | Tollkirschen-Schlag- und Vorwald-Gesellschaften | Schmalblattweidenröschen-Schlaggesellschaften bodensaurer Standorte | ASS  | Waldgreiskraut-Schmalblattweidenröschen-Gesellschaft                | Senecioni-Epilobietum angustifolii Hueck 1931                         | * |
|      | Tollkirschen-Schlag- und Vorwald-Gesellschaften | Schmalblattweidenröschen-Schlaggesellschaften bodensaurer Standorte | ASS  | Gesellschaft des Großblütigen Fingerhutes                           | Digitali ambiguae-Calamagrostietum arundinaceae Sillinger 1933        | * |
|      | Tollkirschen-Schlag- und Vorwald-Gesellschaften | Schmalblattweidenröschen-Schlaggesellschaften bodensaurer Standorte | ASS  | Rankenlerchensporn-Schmalblattweidenröschen-Gesellschaft            | Corydalido claviculatae-Epilobietum angustifolii Hülbusch et Tx. 1968 | * |
|      | Tollkirschen-Schlag- und Vorwald-Gesellschaften | Schmalblattweidenröschen-Schlaggesellschaften bodensaurer Standorte | VRB  | Tollkirschen- und Hainkletten-Schlaggesellschaften                  | Atropion Br.-Bl. ex Aichinger 1933                                    |   |
|      | Tollkirschen-Schlag- und Vorwald-Gesellschaften | Schmalblattweidenröschen-Schlaggesellschaften bodensaurer Standorte | ASS  | Tollkirschen-Gesellschaft                                           | Epilobio-Atropetum bellae-donnae Tx. 1931                             | * |
|      | Tollkirschen-Schlag- und Vorwald-Gesellschaften | Schmalblattweidenröschen-Schlaggesellschaften bodensaurer Standorte | ASS  | Hainkletten-Gesellschaft                                            | Arctietum nemorosi Tx. 1950 nom. invalid.                             | * |

## Alpendost-Hochstauden- und Gebüsch-Vegetation
| Bild | Ordnung                  | Verband                           | Rang | Deutscher Name                                                                   | wissenschaftlicher Name                                                        | G |
| ---- | ------------------------ | --------------------------------- | ---- | -------------------------------------------------------------------------------- | ------------------------------------------------------------------------------ | - |
|      | Alpendost-Gesellschaften |                                   | ORD  | Alpendost-Gesellschaften                                                         | Adenostyletalia G. Br.-Bl. et J. Br.-Bl. 1931                                  |   |
|      | Alpendost-Gesellschaften | Alpendost-Gesellschaften          | VRB  | Alpendost-Gesellschaften                                                         | Adenostylion alliariae Br.-Bl. 1926                                            |   |
|      | Alpendost-Gesellschaften | Alpendost-Gesellschaften          | ASS  | Schluchtweiden-Gebüsch                                                           | Salicetum appendiculatae Oberd. 1957                                           | * |
|      | Alpendost-Gesellschaften | Alpendost-Gesellschaften          | ASS  | Grünerlen-Gebüsch                                                                | Alnetum viridis Br.-Bl. 1918                                                   | * |
|      | Alpendost-Gesellschaften | Alpendost-Gesellschaften          | ASS  | Alpenmilchlattich-Gesellschaft                                                   | Cicerbitetum alpinae Bolleter 1921                                             | * |
|      | Alpendost-Gesellschaften | Alpendost-Gesellschaften          | ASS  | Bäumchenweiden-Gebüsch                                                           | Salicetum waldsteinianae Beger 1922                                            | * |
|      | Alpendost-Gesellschaften | Alpendost-Gesellschaften          | ASS  | Pyrenäenhainsimsen-Gesellschaft                                                  | Luzuletum desvauxii Issler 1936                                                | R |
|      | Alpendost-Gesellschaften | Alpendost-Gesellschaften          | ASS  | Allermannsharnisch-Gesellschaft                                                  | Allium victoralis-Gesellschaft                                                 | - |
|      | Alpendost-Gesellschaften | Subalpine Reitgras-Gesellschaften | VRB  | Subalpine Reitgras-Gesellschaften                                                | Calamagrostion villosae Pawlowski et al. 1928                                  |   |
|      | Alpendost-Gesellschaften | Subalpine Reitgras-Gesellschaften | ASS  | Bergflockenblumen-Waldreitgras-Gesellschaft                                      | Centaureo montanae-Calamagrostietum arundinaceae J. Bartsch et M. Bartsch 1940 | * |
|      | Alpendost-Gesellschaften | Subalpine Reitgras-Gesellschaften | ASS  | Gebirgsfrauenfarn-Gesellschaft                                                   | Athyrietum distentifolii Nordhagen 1928 nom. conserv. propos.                  | * |
|      | Alpendost-Gesellschaften | Subalpine Reitgras-Gesellschaften | ASS  | Hochgrasgesellschaft des Orangeroten Habichtskrautes und des Wolligen Reitgrases | Hieracium aurantiacum-Calamagrostis villosa-Gesellschaft                       | * |
|      | Alpendost-Gesellschaften | Subalpine Reitgras-Gesellschaften | ASS  | Gesellschaft des Platanenblättrigen Hahnenfußes und des Wolligen Reitgrases      | Ranunculus platanifolius-Calamagrostis villosa-Gesellschaft                    | 3 |